# Aérodrome de Simenti
 (mars 2020).

L'aéroport de Simenti est un aéroport desservant Simenti au Sénégal.

## Situation
| \| 50 km1:10 137 000 \| Saint-Louis · XLS Ziguinchor Dakar · DKR Dakar · DSS Kolda Cap Skirring Kédougou Tambacounda Linguère Kaolack |
| 50 km1:10 137 000 |